# Carentan-les-Marais
Carentan-les-Marais é uma comuna francesa na região administrativa da Normandia, no departamento da Mancha. Estende-se por uma área de 72,75 km². Em 2010 a comuna tinha 11 723 habitantes (densidade: 161,1 hab./km²).
A municipalidade foi estabelecida em 1 de janeiro de 2016 e consiste na fusão das antigas comunas de Carentan, Angoville-au-Plain, Houesville e Saint-Côme-du-Mont. A comuna tem sua prefeitura em Carentan. 
Em 1 de janeiro de 2017 as comunas de Brévands, Les Veys e Saint-Pellerin foram fundidas com Carentan. Nos dias 12 e 13 de setembro de 2017, os conselhos municipais de Catz e Saint-Hilaire-Petitville decidem se juntar a nova comuna em 1 de janeiro de 2019.